# Cavo di Meckel
Il cavo di Meckel o cavo trigeminale è un'invaginazione durale che ospita il ganglio di Gasser e l'origine delle branche oftalmica, mascellare e mandibolare.
Il nome deriva da dall'anatomista tedesco Johann Friedrich Meckel, il quale scoprì anche il ganglio sottomandibolare.

## Anatomia
Il cavo di Meckel si trova nella porzione mediale della fossa cranica media ed è posto postero-inferiormente rispetto alla loggia cavernosa. Ha continuità con gli spazi cisternali della base cranica attraverso un orifizio situato inferiormente al legamento petroclinoideo. Il cavo di Meckel è rivestito da due strati di dura madre che prendono origine da un'invaginazione del tentorio cerebellare con radice prossima all'apice della porzione petrosa dell'osso temporale. L'aracnoide partecipa al rivestimento del ganglio solo parzialmente in quanto non si estende fino al fondo del cavo.
Le principali strutture con cui il cavo di Meckel prende contatto sono:
- Il tentorio del cervelletto, superolateralmente;
- La parete laterale del seno cavernoso e l'arteria carotide interna, superomedialmente;
- Il clivo, medialmente;
- La faccia petrosa posteriore, inferolateralmente.

## Patologia
La regione può essere interessata da lesioni estrinseche che si estendono in direzione del cavo quali metastasi ossee, cordomi, condrosarcomi o cisti epidermoidi. Le lesioni di tipo primitivo riguardano in massima parte schwannomi del trigemino e meningiomi. Il cavo di Meckel può essere interessato anche da processi infettivi come complicanzione della sindrome di Gradenigo.